# Округа департамента Арденны
Арденны (фр. Ardennes) — департамент в центре Франции, один из департаментов региона Шампань — Арденны. По состоянию на 2015 год территория Арденн была разделена на 4 округа, 19 кантонов и 463 коммун. 
Округа департамента Арденны:
| №   | Округ            | Оригинальное название | Площадь, км² | Население, чел. (2011) | Количество коммун | Округ на карте департамента |
| --- | ---------------- | --------------------- | ------------ | ---------------------- | ----------------- | --------------------------- |
| 081 | Шарлевиль-Мезьер | Charleville-Mézières  | 1825         | 163364                 | 160               |                             |
| 082 | Ретель           | Rethel                | 1200         | 36623                  | 101               |                             |
| 083 | Седан            | Sedan                 | 792          | 60725                  | 79                |                             |
| 084 | Вузье            | Vouziers              | 1412,2       | 22398                  | 123               |                             |